# Telmatactis collaris
Telmatactis collaris är en havsanemonart som först beskrevs av William Stimpson 1856.  Telmatactis collaris ingår i släktet Telmatactis och familjen Isophelliidae. Inga underarter finns listade i Catalogue of Life.